# Cerkiew Matki Bożej Miłującej w Czeremsze
Cerkiew Matki Bożej Miłującej – prawosławna cerkiew parafialna w Czeremsze. Należy do dekanatu Kleszczele diecezji warszawsko-bielskiej Polskiego Autokefalicznego Kościoła Prawosławnego. Mieści się przy ulicy Szkolnej.

## Historia
Parafia w Czeremsze została w 1986 wyodrębniona z parafii św. Barbary w Kuzawie. Początkowo jej świątynią parafialną była cmentarna Cerkiew Świętych Kosmy i Damiana w Czeremsze-Wsi. 11 października 1987 położeniem kamienia węgielnego rozpoczęto budowę nowej cerkwi parafialnej, którą zaprojektował Michał Bałasz. Do czasu ukończenia budowy nabożeństwa odbywały się w tymczasowej kaplicy. W 1991 we wznoszonym obiekcie sakralnym miało miejsce pierwsze nabożeństwo.
Ikonostas czterorzędowy został wykonany przez Michała Wojtkowicza z Bielska Podlaskiego. Freski zostały wykonane przez Jarosława Wiszenkę z Mielnika i Andreja Świrydenkę z Symferopola (Ukraina). Budowla została konsekrowana w czerwcu 1995 przez metropolitę warszawskiego i całej Polski Bazylego. 11 października 2002 biskup bielski Grzegorz wyświęcił cerkiewną chrzcielnicę, do której ikony napisali uczniowie miejscowej szkoły podstawowej pod kierunkiem Sergiusza Smyka, który jest również autorem wielu wizerunków przechowywanych w cerkwi.
Obok ikony patronalnej szczególną czcią w cerkwi otaczana jest ikona Matki Bożej „Nieoczekiwana Radość” oraz św. Katarzyna, patronka kolejarzy (z uwagi na fakt, że Czeremcha jest osadą przy stacji kolejowej).